# Lusaka-manifest
Het Luasaka-manifest was een gemeenschappelijk verklaring van verschillende Afrikaanse staten waarin het zelfbeschikkingsrecht van de zwarte bevolkingen in zuidelijk Afrika werd vooropgesteld. Het manifest werd eerst aangenomen in april 1969 op een conferentie in de Zambiaanse hoofdstad Lusaka van Oost- en Centraal-Afrikaanse staten. Tijdens een topconferentie van de Organisatie van Afrikaanse Eenheid in het Ethiopische Addis Abeba in september 1969 werd het manifest door de deelnemende staten bekrachtigd.

## Inhoud
Het manifest stelde dat de bevolkingen van zuidelijk Afrika (Zuid-Afrika, Namibië, Rhodesië en de Portugese kolonies Angola en Mozambique) recht hebben op zelfbeschikking. Dit moet in de eerste plaats worden verwezenlijkt via vreedzaam overleg. Maar indien dit niet lukt, erkende het manifest het recht van de bevrijdingsbewegingen om in opstand te komen. De ondertekenende Afrikaanse staten stelden dat ze hierbij morele en materiële steun zouden leveren.